# 山本拓也 (実業家)
山本 拓也（やまもと たくや、1970年9月3日 - ）は、日本の実業家。Bリーグ・サンロッカーズ渋谷スタッフ。

## 来歴
神奈川県川崎市出身。青山学院大学経済学部を卒業した。
1993年、アサヒビールに入社した。
1996年7月、ナイキジャパンに転職し、販売やスポーツマーケティングを担当する。2011年Jリーグの鹿島アントラーズ・浦和レッドダイヤモンズ・横浜F・マリノス（当時）に次いで、サンフレッチェ広島F.Cとのサプライヤー契約を締結させる。ここから広島担当となり、チーム、選手へ用具を提供する仕事だけではなく、広島のビジネス強化の仕事に携わってきた。2017年9月、ナイキジャパンを退職し、同年同月に広島側から社長候補としてオファーをもらう。
2018年1月からサンフレッチェ広島代表取締役社長に就任した。2019年12月に退任する。
鹿島アントラーズに転籍し、新型コロナウイルス蔓延期には鹿島マーケティンググループ セールスチームマネージャー（所謂営業本部長）として活動した。
セガサミーホールディングスに転籍、セガサミー関連会社にあたるBリーグ・サンロッカーズ渋谷に入社しパートナーセールス部部長に就任した。